# Das Geheimnis der Burg in den Karpaten
Das Geheimnis der Burg in den Karpaten ist eine tschechoslowakische Filmkomödie aus dem Jahr 1981, die auf dem Roman Das Karpatenschloss von Jules Verne basiert.

## Handlung
Opernsänger Graf Teleke von Tölökö sucht nach dem Tod seiner Verlobten, der Opernsängerin Salsa Verde, nach Ablenkung. Bei einer aus diesem Anlass unternommenen Wanderung gerät er in Begleitung seines Dieners Ignaz in die Nähe einer geheimnisvollen Burg in den Karpaten. Am Fuße der Burg findet er den bewusstlosen Förster Vilja Dezi. Von den Bewohnern eines nahegelegenen Dorfes erfährt der Graf, dass es sich bei der Burg um eine „Teufelsburg“ handeln soll, die verlassen ist und auf der nun Geister leben sollen, die des Nachts spuken. Der Graf selbst glaubt nicht an derartige Geschichten und beschließt, der Burg einen Besuch abzustatten, um den merkwürdigen Erscheinungen auf den Grund zu gehen. Als der Graf erfährt, welchem Geschlecht die Burg einst gehörte, befällt ihn eine schlimme Ahnung. Beim Besteigen der Burg begleitet ihn der inzwischen genesene Förster.
Auf der Burg erleben der Graf und der Förster unerklärliche und merkwürdige Dinge. Schließlich treffen sie hier auf den Baron Gorzow, der sich auf der Burg ein mit modernsten Erfindungen versehenes Refugium geschaffen hat. Die Erfindungen stammen von Professor Orfanik, einem verrückten Wissenschaftler, der in Diensten des Barons steht. Schließlich entdeckt der Graf, dass der Baron die Verlobte des Grafen, die Opernsängerin Salsa, die offenbar doch nicht gestorben ist, gefangen hält.
Der Graf beschließt, seine Verlobte zu befreien. Dabei kommt es zum Kampf mit dem Baron. Hier stellt sich nun allerdings heraus, dass Salsa doch tot ist und der Baron nur ihren Körper konserviert hat und sich Film- und Tonaufzeichnungen der Sängerin ansieht. Im Verlaufe des Kampfes werden der konservierte Leichnam und die Film- und Tonaufzeichnungen der Sängerin zerstört. Da er nun alles verloren hat, sprengt der Baron letztlich die Burg, Graf Teleke und Förster Vilja können zuvor allerdings fliehen.

## Besetzung und Synchronisation
| Rolle                  | Darsteller          | Synchronsprecher    |
| Graf Teleke von Tölökö | Michal Dočolomanský | Manfred Wagner      |
| Salsa Verde            | Evelyna Steimarová  | Helga Piur          |
| Baron Gorzow           | Miloš Kopecký       | Fred Alexander      |
| Kammerdiener Ignaz     | Vlastimil Brodský   | Klaus Mertens       |
| Prof. Orfanik          | Rudolf Hrušínský    | Achim Petry         |
| Förster Vilja Dezi     | Jan Hartl           | Christian Steyer    |
| Tomá                   | Augustín Kubán      | Carl Heinz Choynski |

Der Film wurde vom DEFA-Studio für Synchronisation für Aufführungen in der DDR synchronisiert. Der Kino-Start in der DDR war am 16. Juli 1982, die deutsche Erstsendung erfolgte am 30. Juli 1984 im 2. Programm des Fernsehens der DDR.

## Kritik
Das Lexikon des internationalen Films lobte die „(u)nterhaltsame Verfilmung eines hochdramatischen Romans von Jules Verne, die wohltuende komödiantische Akzente setzt und einige dramaturgische Schwächen durch Reichtum in Dekor und Ausstattung auffängt.“

## Hintergrund
Der Film wurde im Filmstudio Barrandov produziert, Erstverleih war Ústřední půjčovna filmů (ÚPF). Ein Alternativtitel ist Orfanik – Das Geheimnis der Burg in den Karpaten. Die skurrilen Requisiten stammen von Jan Švankmajer.